# Собальварро, Оскар
Оскар Мануэль Собальварро Гарсиа (исп. Óscar Manuel Sobalvarro García; 23 декабря 1961, Санта-Мария-де-Пантасма, департамент Хинотега), он же Команданте Рубен (исп. Comandante Ruben) — никарагуанский политик, участник Сандинистской революции 1979, полевой командир Контрас во время гражданской войны 1980-х. Руководитель регионального командования Никарагуанских демократических сил в Хинотеге. После отстранения СФНО от власти в 1990 году — функционер правительственного аппарата. В 1993—2010 — активист Партии никарагуанского сопротивления. В первой половине 2010-х — один из лидеров Независимой либеральной партии. В 2017 — один из основателей демократической партии Граждане за свободу (CxL). Последовательный противник Даниэля Ортеги, участник протестных выступлений. В 2021 выдвигался от CxL в президенты Никарагуа, но не был допущен к выборам. Известен также как предприниматель.

## Контрас — ополченец и команданте
Родился в крестьянской семье одной из деревень департамента Хинотега. Был четвёртым из восьми братьев и сестёр. В юности, при режиме Сомосы, состоял в MILPAS — Народной антисомосистской милиции, участвовал в Сандинистской революции 1979 года. Быстро разочаровался в пришедшем к власти СФНО, рассматривал сандинистский режим как «коммунистическую диктатуру». 23 марта 1980 Оскар Собальварро примкнул к Контрас, возглавив отряд MILPAS — Народной антисандинистской милиции.

Были необходимы перемены. Но не замена одной диктатуры на другую.

Оскар Собальварро

С 1981 Оскар Собальварро состоял в Никарагуанских демократических силах (FDN). Был одним из ведущих полевых командиров FDN, возглавлял «Региональное командование Сальвадор Перес», руководил боевыми операциями контрас в Хинотеге. Сумел организовать в департаменте постоянные партизанские базы. Активно участвовал в тяжёлых боях с сандинистской армией 1987—1988 годов. Носил военный псевдоним: Команданте Рубен. Двое его братьев — Луис Армандо и Хулио Сесар также были полевыми командирами контрас (до 1980 — также бойцами-сандинистами).
Оскар Собальварро принадлежал к окружению военного руководителя FDN Энрике Бермудеса. Однако к концу гражданской войны примкнул к группе командиров, критиковавших Бермудеса и поддержал кандидатуру Исраэля Галеано.

## В послевоенной политике
После окончания гражданской войны Оскар Собальварро принял условия мирного урегулирования и согласился сложить оружие. Некоторое время занимал должность в аппарате правительства Виолетты Барриос де Чаморро. Подвергался за это критике со стороны Бермудеса, выступавшего за продолжение вооружённой борьбы. После убийства Бермудеса в феврале 1991 Собальварро возложил ответственность на сандинистов и подверг их жёсткой критике за нарушение национального примирения.
В 1993 году Оскар Собальварро был одним из основателей Партии никарагуанского сопротивления (PRN), объединившей бывших контрас. На выборах 1996 года поддержал кандидата Либерально-конституционной партии Арнольдо Алемана, но вскоре осудил его политику сближения с СФНО и «двухпартийной диктатуры». Настаивал на соблюдении конституционной законности и демократических принципов. На выборах 2001 года выступал на стороне Энрике Боланьоса.
Перед выборами 2006 года руководство PRN во главе с Хулио Бландоном и Бенито Браво вступило в альянс с СФНО и поддержало кандидатуру Даниэля Ортеги в президенты Никарагуа. Оскар Собальварро не принял этот курс и возглавил внутрипартийную оппозицию. В 2010 году он решительно осудил намерение Ортеги баллотироваться на следующий президентский срок вопреки конституционному запрету и организовал протестные акции. Ему пришлось выйти из PRN, после чего Собальварро вступил в Независимую либеральную партию (PLI). Поддерживал кандидатуру Эдуардо Монтеалегре, но победу одержал Ортега.

## Либерально-демократический оппозиционер
Оскар Собальварро являлся одним из руководителей и казначеем Независимой либеральной партии. Активно занимался социально-экономической адаптацией ветеранов. Его сестра Марсия Собальварро возглавляла одну из партийных организаций Хинотеги.
Собальварро придерживается демократических и либеральных позиций, жёстко критикует авторитарную политику СФНО и сговор Либерально-конституционной партии с сандинистами.

Демократия — это то, что стремятся уничтожить Ортега и Алеман.

Оскар Собальварро

Ветераны контрас, несогласные с просандинистской политикой PRN, группируются вокруг Собальварро. Он является также политическим партнёром Движения за сандинистское обновление — партии участников Сандинистской революции, выступающих против режима Ортеги.
В июле 2014, руководство PLI, включая Собальварро, выразило сожаление в связи с терактом подпольной организации FASN-EP против участников сандинистских торжеств, но возложило на правительство ответственность за обострение ситуации. В начале 2015 Оскар Собальварро осудил спецперацию правительственных сил — взрыв и убийство группы подпольщиков FDC 380 и мирных жителей Пантасмы.
Оскар Собальварро был сторонником выдвижения кандидатуры Эдуардо Монтеалегре на президентских выборах 2016. Однако в августе 2016 года Верховный суд, контролируемый СФНО, отстранил Монтеалегре от руководства Независимой либеральной партией и передал его партийные полномочия Педро Рейесу Валлехосу. Это вызвало протесты сторонников Монтеалегре. В результате судебным решением 16 депутатов никарагуанского парламента были лишены мандатов. Таким образом власти обеспечили лояльность нового руководства PLI. Рейес Валлехос участвовал в выборах, но получил лишь около 4,5 % голосов.
Оскар и Марсия Собальварро, в числе других сторонников Монтеалегре, вышли из PLI. Марсия Собальварро охарактеризовала проведённые выборы как «фарс» и «пакт Даниэля с Арнольдо». По её словам, они с братом намерены «защищать демократию, продолжать борьбу за республику; необходимо восстановить подлинное голосование с международным наблюдением».

## «Лучшая защита — нападение»
В 2010 году был убит Хусто Пастор Собальварро Руис — отец Оскара Собальварро. Суд оправдал подозреваемых. Это преступление было воспринято как политическое и поставлено в один ряд с многочисленными убийствами известных командиров контрас, начиная с Энрике Бермудеса. За период президентства Ортеги с 2007 года погибли двадцать известных контрас. Собальварро назвал это «планом истребления» и призвал единомышленников объединиться в активном противостоянии правящему режиму:

Преследования, репрессии, убийства подталкивают нас к единению. Не обязательно отвечать оружием. Но нужно сомкнуть ряды против агрессии, которая, как мы видим, выходит за все пределы. Лучшая защита — нападение.

Собальварро регулярно напоминает, что вооружённая борьба «осталась в прошлом» и настаивает на использовании мирных законных методов. Однако он предупреждал, что политика властей грозит новой гражданской войной, прежде всего из-за массового недовольства в крестьянстве.
В апреле 2015 года Оскар Собальварро объявил о создании Национальной коалиции за демократию — политического объединения, ставящего целью отстранение от власти режима Ортеги и возвращение Никарагуа на путь демократии и национального развития. При этом он подчеркнул, что речь идёт исключительно о мирной политической борьбе. 22 июня 2015, в преддверии Дня никарагуанского сопротивления, Оскар Собальварро выступил с политическим заявлением на собрании ветеранов контрас в Хинотеге:

Контрас не продаются, не сдаются, не принимают подачек. Контрас борются за восстановление демократии. Эта борьба всегда была законной и справедливой. Она основана на ценностях и принципах, которые нельзя купить ни за какую цену.

## «Граждане за свободу»

### Партия и протесты
В начале 2017 Оскар Собальварро принял участие в создании радикально-оппозиционной демократической партии Ciudadanos por la Libertad (CxL) — Граждане за свободу. Он занял пост вице-председателя партии (председателем CxL является известная юристка Китти Монтеррей). Партия поставила цель отстранить от власти СФНО и президента Ортегу, но исключительно мирными и законными методами. Особые надежды Собальварро возлагает на международные гарантии соблюдения демократических норм, прежде всего со стороны ОАГ.
В апреле 2018 Оскар Собальварро и члены его семьи активно участвовали в массовых выступлениях против повышения сандинистским правительством пенсионных отчислений. Уличные акции быстро переросли в антиправительственный бунт, привели к столкновениям и кровопролитию. Десятки демонстрантов погибли. В комментарии для российского издания Собальварро охарактеризовал эти протесты как «стихийное народное движение студентов, предпринимателей, крестьян, церкви». Он выразил уверенность, что консолидирующей структурой станет партия «Граждане за свободу».

### Выборы 2021
В ходе предвыборной кампании 2021 Оскар Собальварро призывал оппозиционные силы консолидироваться для отстранения от власти Ортеги и СФНО. Он сыграл важную роль в формировании оппозиционного блока Гражданский альянс за свободу. Был главным представителем CxL на межпартийных коалиционных переговорах.
После ареста властями ряда оппозиционных кандидатов партия СхL выдвинула кандидатуру Оскара Собальварро в президенты Никарагуа. В вице-президенты выдвигалась Беренисе Кесада — Мисс Никарагуа-2017. Однако уже 3 августа 2021, на следующий день после выдвижения, Беренисе Кесада была арестована, партия CxL лишена юридического лица. Соответственно, Собальварро отстранялся от участия в выборах, которые он назвал выборы «фарсом и инсценировкой».
Голосование 7 ноября 2021 отличалось низкой явкой. Победителем вновь был объявлен Даниэль Ортега. Оскар Собальварро заявил, что массовым отказом от участия в выборах означает отвержение режима СФНО большинством никарагуанцев.

## Бизнес и семья
Оскар Собальварро занимается также аграрным и лесозаготовительным бизнесом. Во время предвыборной кампании подвергался критике со стороны политических противников за применяемые методы заготовки древесины; сам он опровергает такого рода заявления. Является президентом крупнейшей центральноамериканской животноводческой ярмарки EXPICA Permanente и вице-президентом Ассоциации животноводов. Собальварро женат, имеет семерых детей.